# Inovacija
Inovácija ali novost, nov pojav, je lahko nova zamisel, nov proizvodni ali tehnološki postopek, nov izdelek ali predmet z novimi funkcijami. Inovacija se od invencije (izuma) razlikuje v komercializaciji. Inovacija je torej uspešno sprejeta na trgu. Inovacija prinaša novo, večjo uporabnost v obliki dviga kakovosti, nižanja stroškov, dviganja ugleda podjetja, omejevanja konkurence ipd.
Vse sodobne družbe z razvitim gospodarstvom si prizadevajo, da imajo čim več inovacij, zato v te namene investirajo velika finančna sredstva. Moč držav se danes meri tudi po številu prijavljenih, še bolj pa uporabljenih inovacij. Slovenija je žal na repu teh držav.

## Organiziranje inovacijske dejavnosti v Sloveniji
Razvoj inovacij v Sloveniji se je organizirano pričel po letu 1955, ko je bil glavni namen spodbujanja inovacij povečati produktivnost gospodarstva. Leta 1979 so celo organizirali posvetovanje na zvezni ravni o planiranju inovacijske dejavnosti, kar je bilo tudi realizirano v srednjeročnem planu razvoja od leta 1981 do 1985. To je sprožilo množično inovativno dejavnost na vseh ravneh. Inovativno dejavnost so pričeli načrtovati v velikih gospodarskih sistemih, predvsem proizvodnih. Žal so imeli neposredni inovatorji vseskozi težave z ocenami komisij o njihovem prispevku k inovaciji, kakor tudi s konkretnim finančnim, včasih pa tudi moralnim nagrajevanjem inovacij. Problemi so nastajali tudi takrat, ko določene inovacije niso dajale pričakovanih rezultatov, sledili so spori in slaba volja.
Po letu 1985 je bila na tem področju zelo aktivna VEKŠ Maribor z dr. Matjažem Mulejem na čelu. V teoriji in praksi je razvila metodo USOMID. Ta je začela dajati prve kvalitetne rezultate v slovenski industriji, žal pa je bila leta 1992, po razpadu Jugoslavije, ukinjena.
Inovacije zahtevajo določena finančna sredstva, čeprav jih dajo inovatorji - kar ni verjetno - zastonj.
Razmerja vlaganj pa se na Slovenskem in drugod obnašajo takole:
- zamisel ali temeljna raziskava - zahteva   1x finančna enota,
- raziskava uporabnosti - zahteva  10x finančna enota,
- razvoj-poskusna proizvodnja - zahteva 100x finančna enota,

Tu se pa pričnejo težave, nekdo mora zagotoviti sredstva - rizični kapital ali tvegani kapital, kateri ima svoje zakonitosti pridobivanja in vlaganja. Tudi tvegani kapital išče svoj dobiček, vendar pa se veže le na srednjeročne in dolgoročne naložbe po pravilu- 2:6:2 ali od desetih naložb v inovacije so 2 zelo uspešne, 6 je povprečnih in 2 prinašajo izgubo.

## Organiziranje inovacijske dejavnosti v industrijskih podjetjihZDA
Organizirano zbiranje inovacijskih predlogov za povečanje efektov dela v ZDA se je pričelo že leta 1880, ko je Yale and Towne manufacturing Company uvedla zbiranje inovatorskih predlogov in o tem obstajajo pismeni podatki. Od tega leta dalje v ZDA zanimanje za sisteme inovacijskih predlogov samo narašča in v letu 1968 je bilo registriranih preko 6000 inovacij po katerih so delali v več kot 10000 tovarnah v ZDA. V istem letu je v podjetju General Motors bilo izplačano inovatorjem za skupno število 247.109 predlogov 14.295.387 dolarjev nagrad, podjetju pa so prinesle ogromno korist. Takšen način zbiranja inovacijskih predlogov se je na zahodu nadaljeval tudi v 20. stoletju, efekti dela pa so bili vse večji. Iz ZDA so se takšni sistemi pričeli širiti tudi v Evropo.
(Vir: Annual Statistical Report, National Association of Suggestion Systems, Chicago, 1968.)
V drugi polovici 70. let 20. stoletja, je v velikih zahodnih kapitalističnih podjetjih bila organizirana množična inovativna dejavnost. Tako so v znanih svetovnih podjetjih dosegli prijavljanje številnih inovacij. Obstajajo podatki o prijavljenih inovacijah za podjetja, kot sledi;
- Honeywell Inc. - 178 predlogov na 100 zaposlenih,
- Control Data - 105 predlogov na 100 zaposlenih,
- General Motors Corp. - 84 predlogov na 100 zaposlenih,
- Firestone Tire RBR Co. - 69 predlogov na 100 zaposlenih, približno istočasno je v Sloveniji potekala akcija prijavljanja predlogov za inovacije v mariborskem območju v velikih delovnih organizacijah, kot so:
- Elektrokovina,
- Tovarna stikalnih naprav,
- Marles,
- Tovarna avtomobilov Maribor, kjer kljub dobri organizaciji niso uspeli pridobiti več od 1 do 4 predloge inovacij na 100 zaposlenih. To pokaže, da je treba inovativnost gojiti in organizirati, ker ni samoumevna, odvisna je predvsem od posameznikov, ki sodelujejo v proizvodnem procesu.

## Vložitev prijave za pridobitev patenta za inovacijo
Vložitev prijave za pridobitev patenta je nujna za inovatorja, zaradi zaščite intelektualne lastnine, še preden pride izdelek/storitev na trg. To je pomembno za dolgoročni razvoj podjetja, ki bo izdelek/storitev delal in tržil. Po vložitvi prijave za pridobitev patenta mora inovator začeti s krepko bitko za pridobitev patenta, saj bo moral brskati med celo goro podobnih izumov, pri tem je pametno uporabljati domače strokovnjake, ker bodo najcenejši in se zelo dobro spoznajo na tehnični jezik,- strokovno latovščino.

## Inovacijski proces
Inovacijski proces je proces, skozi katerega gre inovacija od ideje do inovacije, ki se je potrdila na trgu.
Zamisel ali ideja je rezultat najvišje umske dejavnosti, ki nakazuje uresničitev ali izvedbo česa. Je zamisel. Ideja (še) ne rešuje problema niti ne pomeni, da je to pravi korak do rešitve določenega problema.
Iznajdba ali invencija je nova zamisel, ki je obetavna in rešuje problem ali nerešeno potrebo, ni nujno pa da se v prihodnosti izkaže kot uporabna. Je rezultat raziskovalnega dela. Nanaša se lahko na nov proizvod, storitev, proces ali sistem. Možna je zaščita in trženje pravice intelektualne lastnine, če je tehnično izvedljiva in funkcionalna.
Potencialna inovacija je do uporabnosti dognana invencija, ki pa še ni dala nove koristi, ki bi bila potrjena na trgu. Je rezultat razvoja, ki se pojavi v obliki izdelave prototipa ali uspešno izvedene poskusne proizvodnje. Možna je zaščita in trženje pravice intelektualne lastnine, npr. patenta, preden je proizvod skomercializiran.
Inovacija je uporabna novost, katere koristnost se je potrdila na trgu. Prinaša novo, večjo uporabnost v obliki dviga kakovosti, nižanja stroškov, dviganja ugleda podjetja, omejevanja konkurence itn. Je rezultat razvojno-raziskovalnega dela pri katerem je za realizacijo na trgu potreben celovit poslovni pristop.